# Pony Express

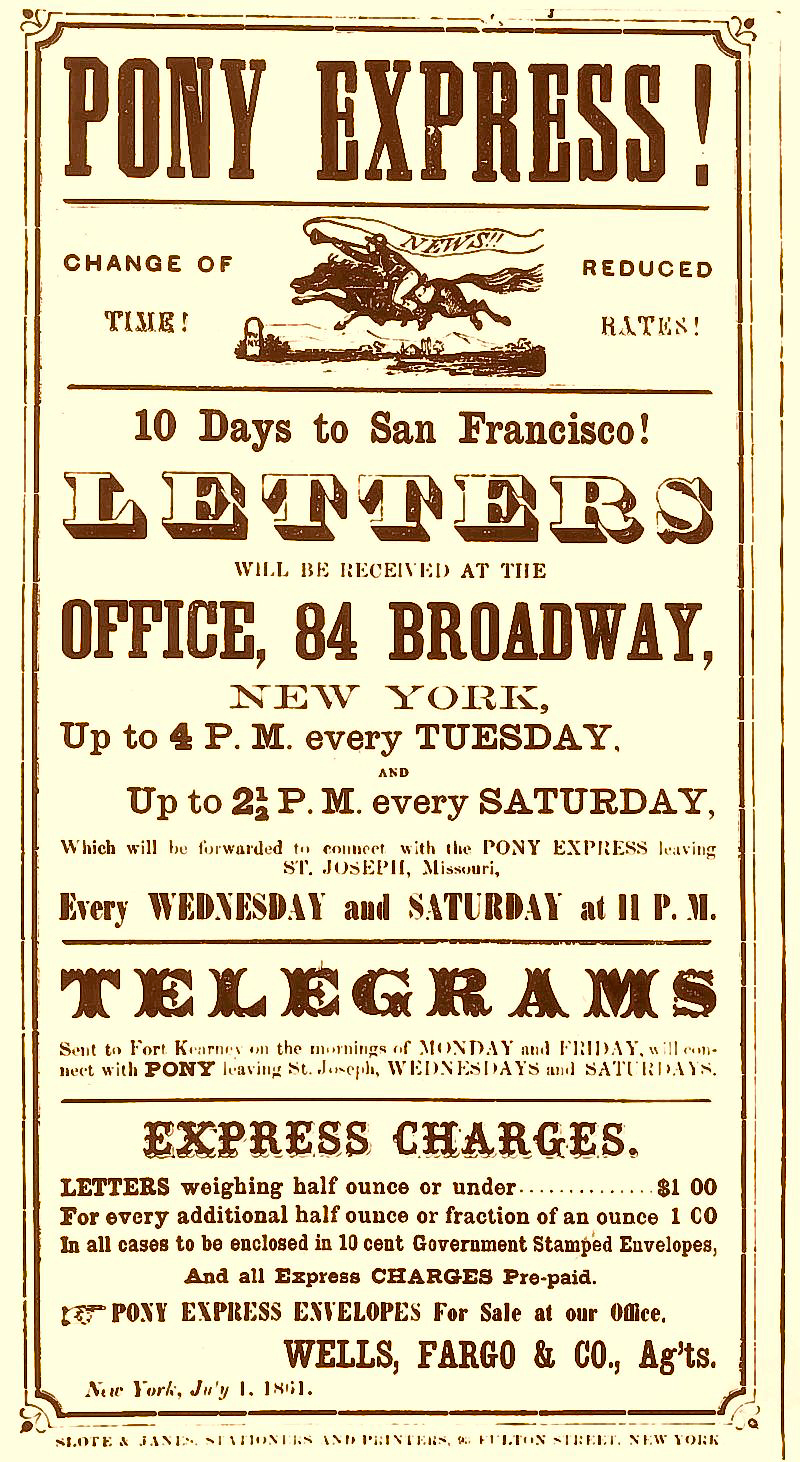
Plakat ogłoszeniowy Pony Express

Pony Express – szybka poczta konna działająca na obszarze Wielkich Równin i Gór Skalistych, na odcinku od St. Joseph w Missouri do Sacramento w Kalifornii, w okresie od kwietnia 1860 do października 1861 roku. Była to najbardziej bezpośrednia i najprostsza droga łączności z Zachodem przed wprowadzeniem łączności telegraficznej. Miała ogromne znaczenie, bowiem ściśle wiązała Kalifornię z Unią tuż przed wybuchem wojny secesyjnej.
Pony Express utworzono przy firmie transportowej Central Overland California and Pikes Peak Express Company (COC&PPEC). Firma została założona w roku 1850 przez Williama H. Russella, Alexandra Majorsa i Williama B. Waddella, którzy w kilka lat później wpadli na pomysł wykorzystania poczty konnej. Pomysł zasadzał się na tym, by lekkie przesyłki (listy) konni posłańcy dostarczali drogą wiodącą przez prerie, góry i pustynie Zachodu. W ciągu 18 miesięcy swego istnienia Pony Express skrócił drogę poczty znad Atlantyku do wybrzeża Pacyfiku z wielu miesięcy do około dziesięciu dni.

## Założyciele

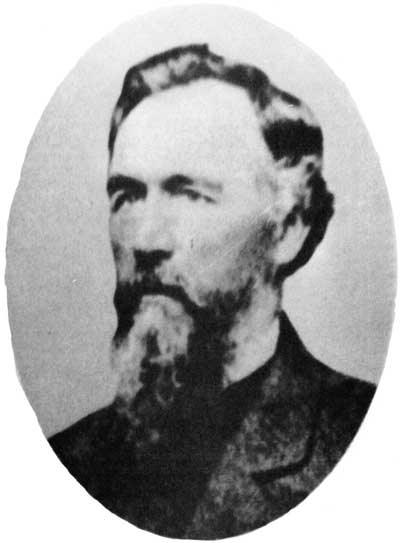
Alexander Majors

William Russell, Alexander Majors i William Waddell, trzej twórcy Pony Express, mieli już duże doświadczenie w branży transportowej; w roku 1858 kierowali firmą przewozową z czterema tysiącami pracowników obsługującymi 3500 wozów i około 40 000 wołów. Otrzymali intratny kontrakt rządowy na dostawy zaopatrzenia dla wojska prowadzącego działania na Dzikim Zachodzie, a wkrótce wpadli na pomysł dostarczania poczty z St. Joseph w Missouri do Sacramento w Kalifornii w ciągu dziesięciu dni, co wielu współczesnym wydawało się niemożliwe. Nie była to – jak na owe czasy – usługa tania: przesłanie listu o wadze pół uncji (około 14 g) kosztowało 1 dolara.
Russell, Majors i Waddell zorganizowali Pony Express w ciągu zaledwie dwóch miesięcy w zimie 1860 roku. Było to przedsięwzięcie na wielką skalę ze 120 jeźdźcami, 184 stacjami, 400 końmi i kilkoma setkami ludzi obsługi.
Alexander Majors był człowiekiem religijnym i wszystko rozwiązywał "z Bożą pomocą". Każdy nowo przyjęty jeździec otrzymywał egzemplarz Biblii i musiał złożyć następującą przysięgę:

Podejmując pracę u A. Majorsa, zobowiązuję się nie używać plugawego języka, nie upijać się, nie oddawać hazardowi, nie znęcać się nad zwierzętami i nie robić nic, co nie przystoi zachowaniu dżentelmena. Przyjmuję do wiadomości, że jeśli złamię którąkolwiek z powyższych zasad, zostanę zwolniony bez zapłaty za swoją służbę.

Pony Express dowiódł, że zorganizowany transkontynentalny system łączności może działać przez cały rok bez przerwy. Po zastąpieniu przez telegraf stał się częścią legendy Dzikiego Zachodu. W latach 1866–1890 logo Pony Express używane było przez firmę Wells Fargo, zapewniającą bezpieczny przewóz poczty i towarów. United States Postal Service (USPS) używał znaku handlowego "Pony Express" w swojej działalności na terytorium USA. Freight Link międzynarodowa służba kurierska mająca swą główną siedzibę w Rosji, przyjęła logo i znak handlowy "Pony Express" w postaci identycznej do używanego przez USPS.

## Działanie

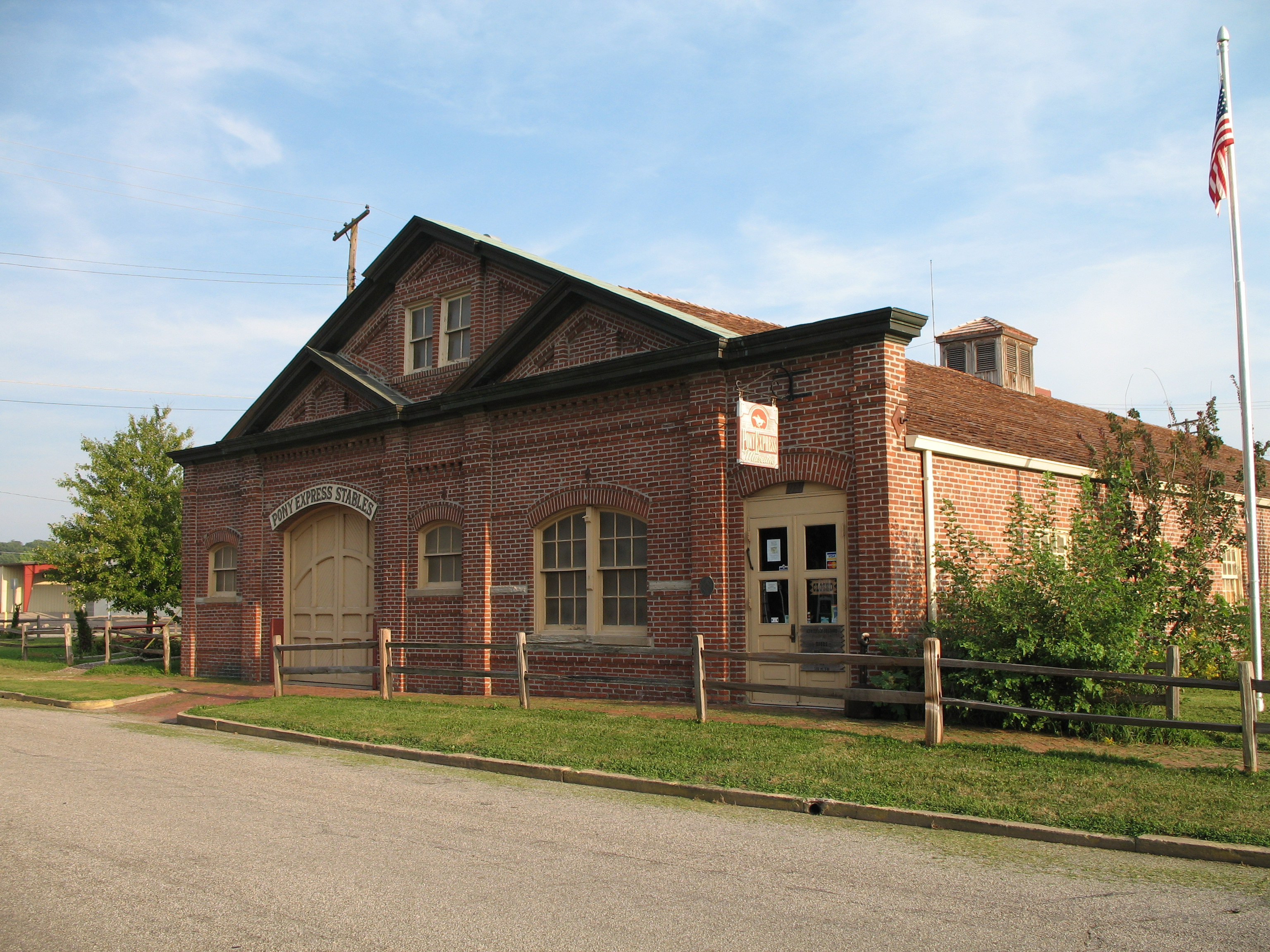
Stajnie Pony Express w St. Joseph w stanie Missouri

Szlak, na którym kursowała poczta Pony Express, liczył prawie 2000 mil. Na szlaku tym utworzono łącznie 157 placówek, oddalonych od siebie co około 10–15 mil (16–24 km). Był to maksymalny dystans, jaki koń z jeźdźcem mógł przebyć szybko, czyli kłusem, a nawet – w razie zagrożenia – galopem. Na każdej stacji kurier dosiadał świeżego konia, zabierając z sobą jedynie worek z pocztą zwany mochila (z hiszpańskiego tornister, plecak). Pracodawcy zwracali uwagę jeźdźcom na to, jak ważny jest worek z pocztą, mówiąc im, że w razie zagrożenia "jeździec z koniem winni zniknąć, zanim zniknie mochila". Mochilę przerzucano przez siodło, a jeździec swoim ciężarem utrzymywał ją na miejscu. Każdy z czterech rogów worka-siodła posiadał cantinę, czyli kieszeń, do której wkładano listy, następnie kieszenie dodatkowo zamykano na kłódki. Mochila mogła pomieścić 20 funtów (około 10 kg) listów. Oprócz jeźdźca koń obciążony był też dodatkowymi 20 funtami ładunku, na który składały się: bukłak z wodą, Biblia, rożek alarmowy dający znać obsłudze stacji, że należy przygotować następnego konia, rewolwer i do wyboru drugi rewolwer lub strzelba. Ostatecznie pozostawiono jedynie jeden rewolwer i bukłak z wodą, zmniejszając całkowite obciążenie konia do 165 funtów (75 kg). Jeźdźcy, ważący mniej niż 125 funtów (56 kg), zmieniali się co 75–100 mil (120–160 km), potrafiąc jechać dzień i noc. Kurierzy Pony Express zarabiali 25 dolarów tygodniowo, co było wysokim wynagrodzeniem (niewykwalifikowany robotnik w owym czasie zarabiał około 1 dolara na tydzień).
Aby zrealizować swoje zamierzenie, Alexander Majors kupił ponad 400 koni. Miały one średnio 14½ dłoni (1,47 m) wzrostu i ważyły po około 900 funtów (410 kg); tak więc nazwa "pony" była odpowiednia, chociaż w pewnych, indywidualnych przypadkach, nieprecyzyjna.
Działalność "Pony Express" nie była dochodowa. Tygodniowy zarobek z przewożonych w obu kierunkach listów wynosił około 2500 USD, z czego blisko 1500 pochłaniały zarobki kurierów i obsługi oraz koszty utrzymania stacji. Założycielom chodziło raczej o zdobycie na tej podstawie lukratywnych kontraktów rządowych.

## Stacje i trasa przebiegu

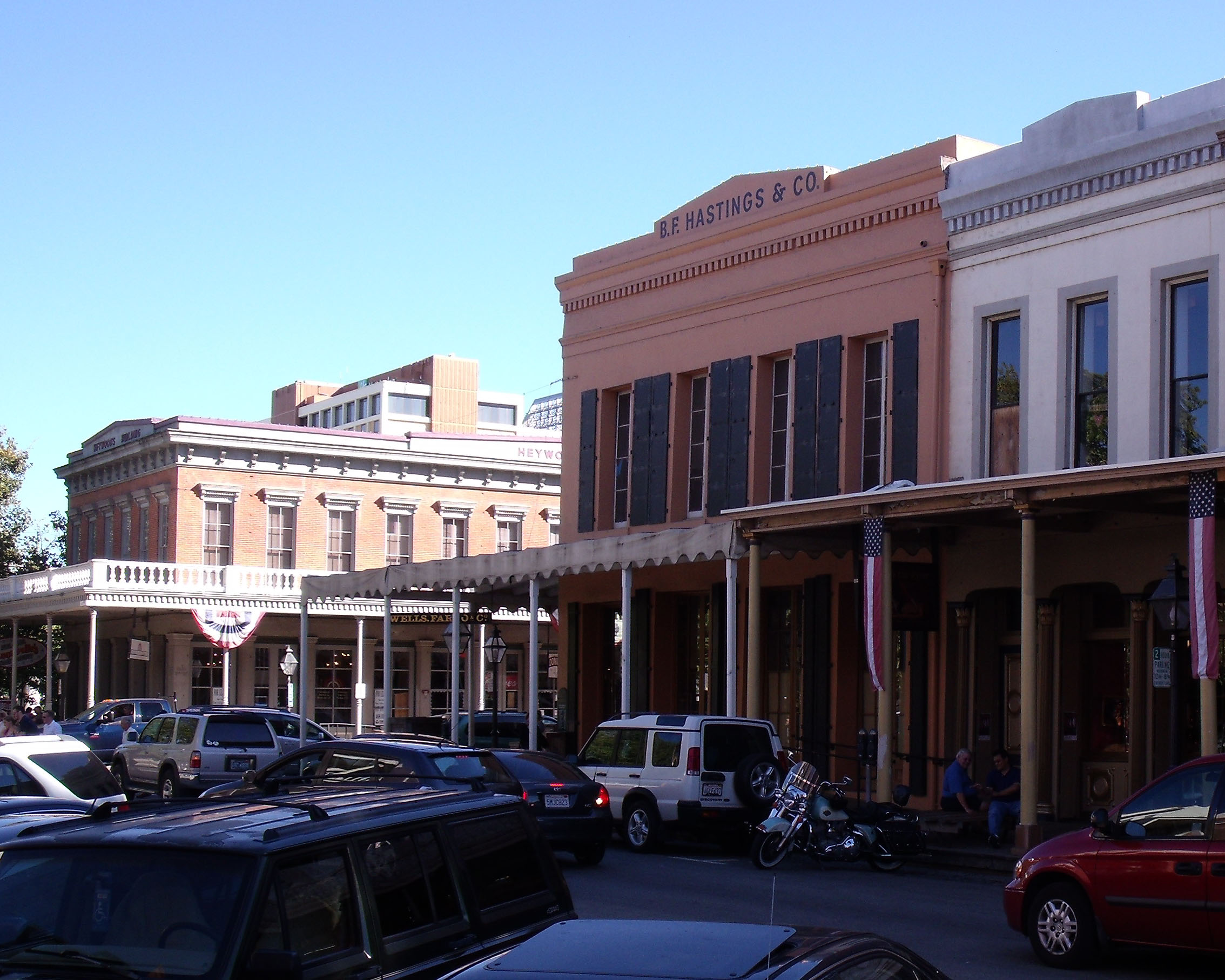
Stacja końcowa Pony Express w Sacramento

Schemat przebiegu trasy

Na trasie wykorzystywanej przez Pony Express znajdowały się łącznie 184 stacje. Droga podzielona była na pięć odcinków. By zapewnić właściwe działanie serwisu pocztowego, 157 stacji dla zmiany koni znajdowało się w odległości 5 do 20 mil jedna od drugiej. Pozostałe 27 stacji było tzw. stacjami domowymi, gdzie kurierzy po przebyciu około 75 mil drogi zatrzymywali się, odpoczywali i przygotowywali do następnej tury. System ten pozwalał na przesyłanie poczty przez kontynent w rekordowo krótkim czasie.
- Odcinek pierwszy: stacje pomiędzy St. Joseph a Fort Kearney
- Odcinek drugi: stacje pomiędzy Fort Kearney a Horseshoe Creek
- Odcinek trzeci: stacje pomiędzy Horseshoe Creek a Salt Lake City
- Odcinek czwarty: stacje pomiędzy Salt Lake City a Robert's Creek
- Odcinek piąty: stacje pomiędzy Robert's Creek a Sacramento

Licząca ponad 1900 mil trasa biegła najpierw szlakiem oregońskim do Fort Bridger w Wyoming, a następnie szlakiem mormońskim do Salt Lake City. Stamtąd kierowała się do Carson City, przekraczała pasma górskie Sierry i docierała do Sacramento.

## Pierwsze podróże

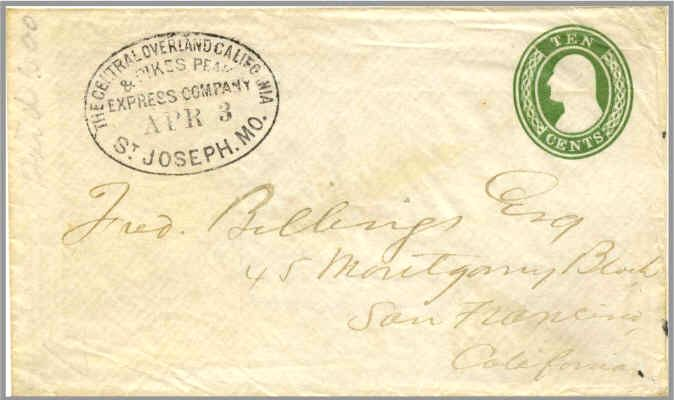
Pierwsza przesyłka na zachód: 3 kwietnia 1860

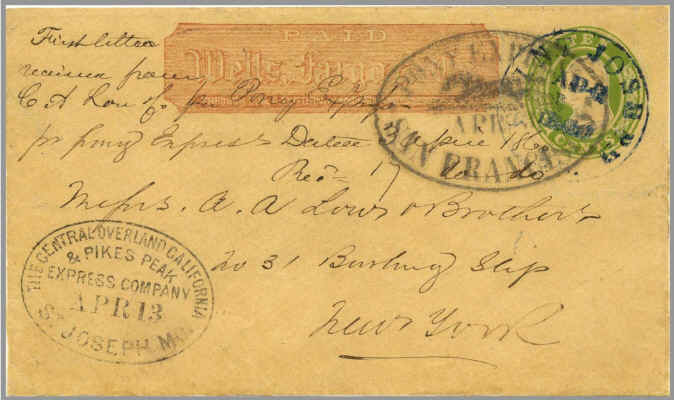
Pierwsza poczta Pony Express na wschód: 3 kwietnia 1860

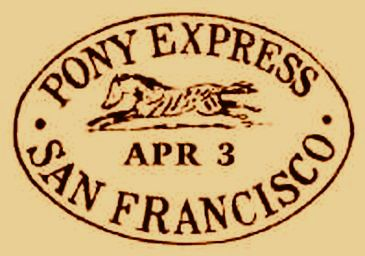
Stempel pocztowy z pierwszej przesyłki na wschód

### Na zachód
Pierwsza podróż Pony Express na zachód rozpoczęła się w St. Joseph 3 kwietnia 1860 roku, a zakończyła po dziesięciu dniach w San Francisco 14 kwietnia. Wcześniej listy zostały przesłane ze Wschodu do St. Joseph, również na tym odcinku nadawcy korzystali z usług prywatnych firm kurierskich, a nie amerykańskiej poczty. Do dziś zachował się tylko jeden list, który bez wątpienia odbył podróż z St. Joseph do San Francisco.
Posłaniec wiozący mochilę z Nowego Jorku i Waszyngtonu spóźnił się na pociąg w Detroit i przybył do Hannibal w Missouri w dwie godziny po odejściu pociągu. Linie kolejowe zgodziły się pomóc organizatorom i oddały im do dyspozycji parowóz "Missouri" z jednym wagonem, który to skład pokonał odległość 206 mil (332 km) do St. Joseph w rekordowym czasie 4 godzin i 51 minut — średnia prędkość 40 mil na godzinę (64 km/h). Pierwszy worek zawierał 49 listów, 5 telegramów i kilka dokumentów.
Zanim mochila została przekazana kurierowi, który ruszył na szlak o 19:15, burmistrz St. Joseph, a także William H. Russell i Alexander Majors wygłosili okolicznościowe przemówienia. W worku, obok poczty, znalazł się jeden egzemplarz lokalnego dziennika St. Joseph Gazette. Przesyłka dotarła do San Francisco 14 kwietnia o godzinie 1:00.

### Na wschód
Pierwsza podróż Pony Express na wschód rozpoczęła się w San Francisco 3 kwietnia 1860, a zakończyła w dziesięć dni później w St. Joseph. Tam listy zostały przekazane poczcie i zostały rozesłane do adresatów na Wschodnim Wybrzeżu. Do dzisiaj zachowały się dwa takie listy.

## Rekord szybkości
W roku 1860 William Russell, jeden z największych inwestorów Pony Express, postanowił wykorzystać wybory prezydenckie dla promocji swej poczty konnej i pokazania, jak szybko można dostarczać listy. Dla pewności, że na trasie znajdą się najlepsi kurierzy i najlepsze konie, Russell, jeszcze przed wyborami, zatrudnił dodatkowych jeźdźców i zadbał, by wzdłuż całej trasy znalazły się specjalnie dobrane wierzchowce i odpowiedni jeźdźcy. 7 listopada 1860 kurier Pony Express opuścił Fort Kearny z wynikami wyborów. Dzięki poświęceniu jeźdźców, którzy ryzykując życiem pędzili po zaśnieżonej trasie do Fort Churchill w Nevadzie i później dalej na Zachód, kalifornijskie gazety otrzymały wieść o wyborze Lincolna na prezydenta w 7 dni i 17 godzin po gazetach Wschodniego Wybrzeża, co było wtedy ogromnym osiągnięciem.

## Ataki Indian

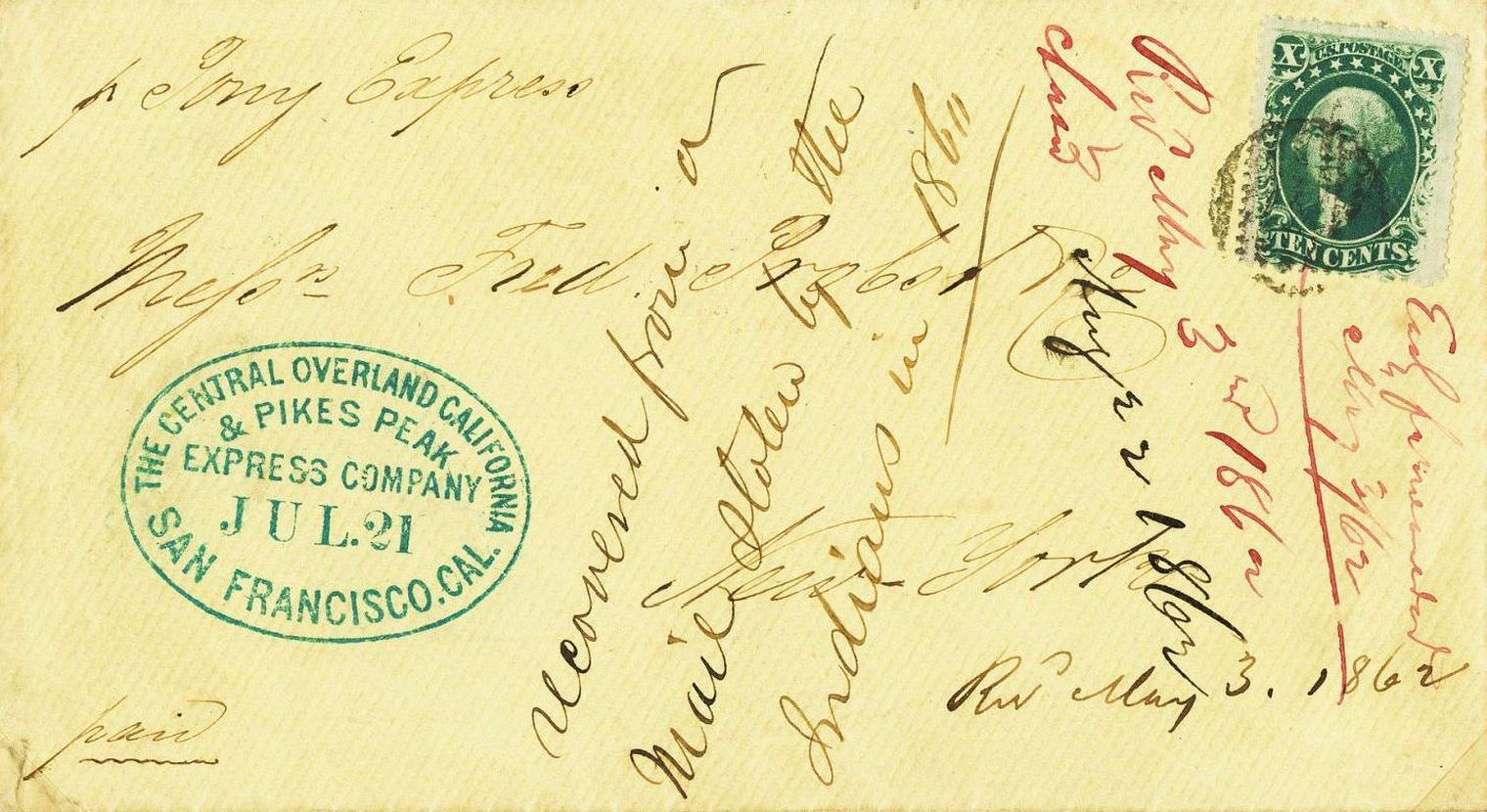
Adnotacja na kopercie: "odzyskane po kradzieży przez Indian w 1860". List dotarł do adresata po dwóch latach

W krótkich dziejach Pony Express tylko raz zdarzyło się, że przesyłka nie doszła na czas, kiedy to po ośmiu niezakłóconych podróżach pomiędzy Sacramento i Saint Joseph Pony Express musiał na krótko zawiesić działalność. Stało się tak na skutek wybuchu wojny z indiańskim plemieniem  Pajutów w Nevadzie, która właściwie była serią napaści i zasadzek zastawianych przez Indian. Wojna ta miała miejsce w maju i czerwcu 1860 roku, chociaż do sporadycznych starć dochodziło i później.
Pajutowie, zamieszkujący rezerwaty w Nevadzie, bardzo ucierpieli tamtej zimy z powodu burz śnieżnych i braku niedostarczanego przez administrację pożywienia. Na wiosnę całe, liczące około 6000 osób plemię było gotowe do wojny z białymi. Sprzeciwiał się temu jedynie wódz Numaga. Przez trzy dni Numaga próbował nakłonić swych współplemieńców do odstąpienia od zamiaru uderzenia, jednak 7 maja kilku Indian napadło na stację Williams Pony Express i zabiło pięciu jej pracowników. William Fisher, jeden z kurierów Pony Express, był przez Indiań ścigany i trafiony w policzek strzałą, która wybiła mu trzy zęby. Mimo to uszedł z życiem.
W czasie następnych kilku tygodni doszło do kolejnych napaści, podczas których śmierć ponieśli kolejni biali. Stacje Pony Express były jednym z głównych celów ataków. Pajutowie zaatakowali siedem z nich, zabijając 16 pracowników i uprowadzając około 150 koni. Wojna z Pajutami kosztowała Pony Express około 75 000 dolarów, nie licząc zabitych. W czerwcu powstanie Pajutów zakończyło się na skutek interwencji amerykańskich sił zbrojnych, a cztery przesyłki poczty ze wschodu dotarły do San Francisco 25 czerwca 1860.
Z powodu tej krótkiej "wojny" jedna przesyłka Pony Express, wysłana z San Francisco 21 lipca 1860, nie dotarła do adresata na czas, a dopiero w dwa lata później, bowiem mochila z pocztą została przejęta przez Indian na jednej z zaatakowanych stacji.  Nigdy żaden z kurierów Pony Express nie został zabity w czasie wykonywania swych zadań.

## Galeria

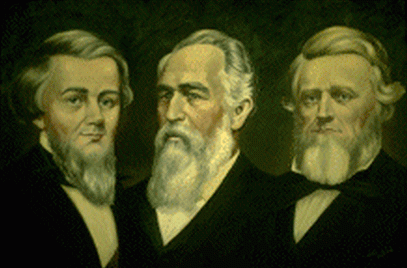
Russell, Majors, Waddell, założyciele Pony Express
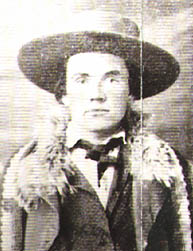
William Fisher, kurier Pony Express
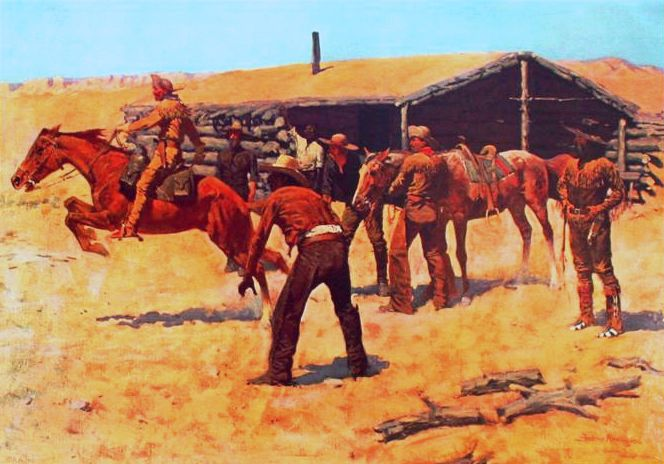
Coming and Going, mal. Frederic Remington
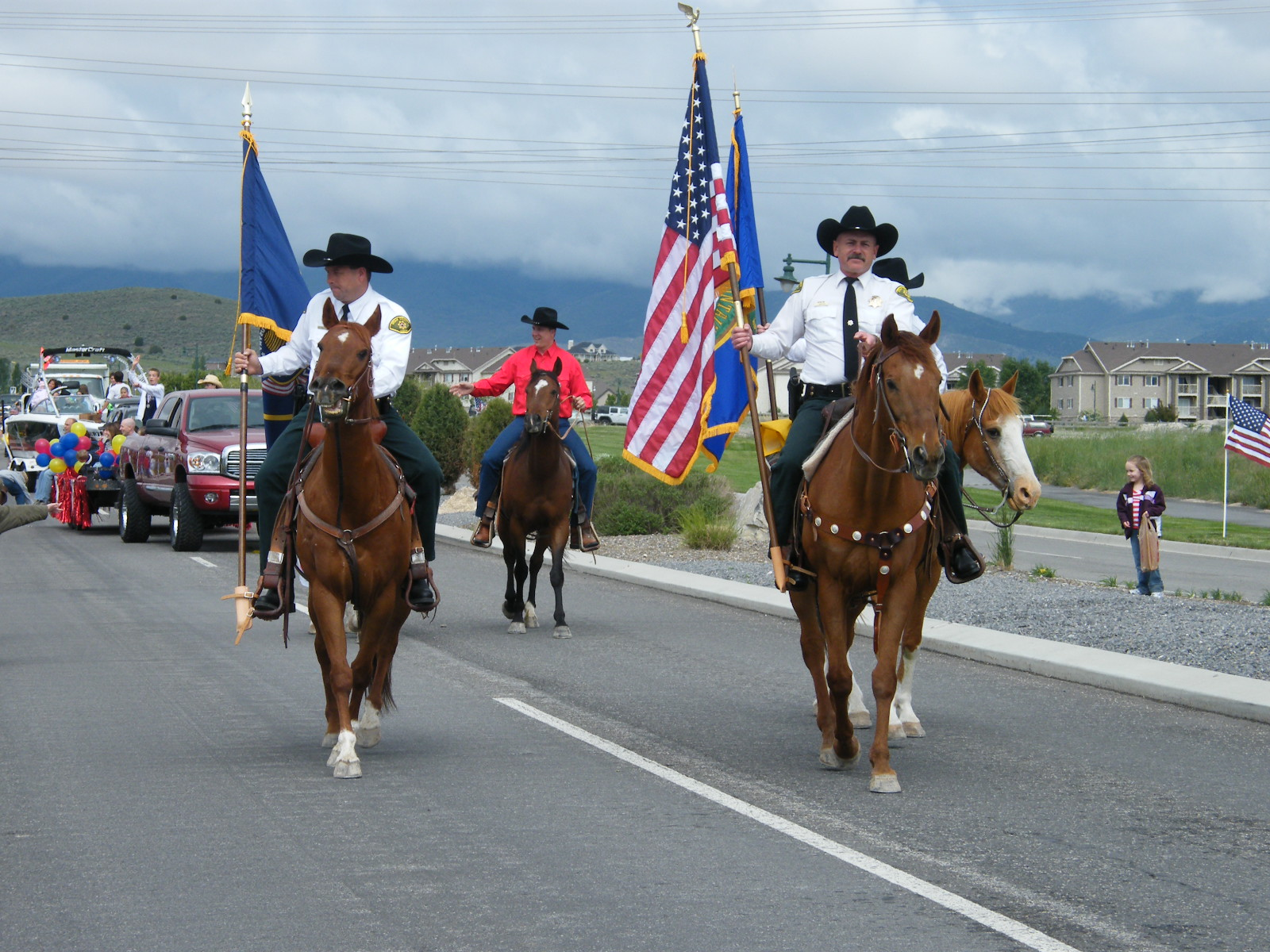
Parada w Eagle Mountain w stanie Utah
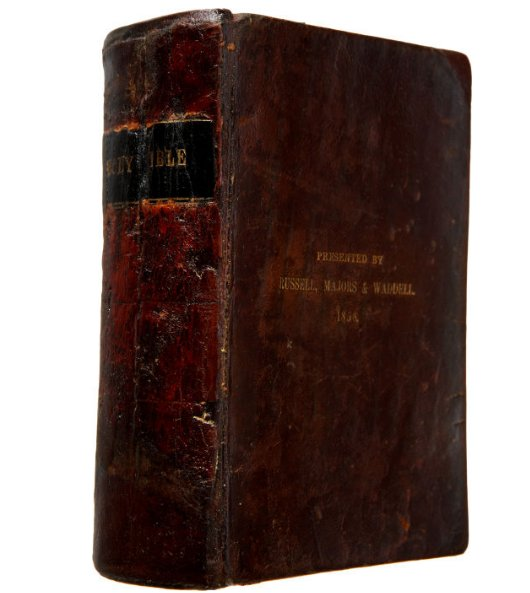
Biblia Pony Express, (KJV z 1858)